# 1360

## Události
- 24. října – mírová smlouva z Brétigny byla ratifikována v Calais, čímž byla završena první fáze stoleté války. Podle jejích podmínek se Eduard III. vzdal svého nároku na francouzský trůn a propustil krále Jana II. Dobrého výměnou za francouzská území, včetně Calais a Gaskoňska.
- Dánský král Valdemar IV. dobyl zpět Skåne, které bylo ve vlastnictví Švédů od roku 1332.
- Nawruz Beg sesadil svého bratra Qulpa jako chán Modré hordy.
- Dmitrij Konstantinovič Suzdalský byl vybrán za vládce Vladimirského knížectví (nyní východní Rusko) chánem Bílé hordy, která byla součástí Zlaté hordy
- Vznik prvního překladu Bible do češtiny z latinské vulgáty s názvem Bible leskovecko-drážďanská.

probíhající události
- 1337–1453 – Stoletá válka
- 1351–1368 – Povstání rudých turbanů

## Narození
Česko
- ? – Alžběta Opolská, první manželka Jošta Moravského († 1374)
- ? – Jan Žižka z Trocnova, český husitský vojevůdce († 11. října 1424)

Svět
- 8. ledna – Ulrich von Jungingen, velmistr řádu německých rytířů († 15. července 1410)
- 31. března – Filipa z Lancasteru, anglická šlechtična a manželka portugalského krále Jana I. († 19. července 1415)
- 2. května – Jung-le, čínský císař († 12. srpna 1424)
- 24. června – Nuno Álvares Pereira, portugalský šlechtic, vojevůdce a světec († 1431)
- 10. srpna – Francesco Zabarella, italský právník († 1417)
- ? – Bernard VII. z Armagnacu, francouzský hrabě († 12. června 1418)
- ? – Giovanni di Bicci de Medici, zakladatel dynastie Medici z Florencie († 1429)
- ? – Amadeus VII. Savojský, savojský hrabě († 1391)

## Úmrtí
Česko
- ? – Mikuláš Hostislav z Horažďovic, římskokatolický kněz, děkan kolegiátní litoměřické kapituly (* asi 1349)

Svět
- 26. února – Roger Mortimer, 2. hrabě z Marche, anglický šlechtic a vojevůdce (* 1328)
- 11. září – Johana Burgundská, francouzská šlechtična a hraběnka z Auvergne a Boulogne (* 1344)
- 29. září – Jana z Auvergne, francouzská královna jako manželka Jana II. (* 8. května 1326)
- 26. prosince – Thomas Holland, 1. hrabě z Kentu, anglický šlechtic a vojevůdce (* asi 1314)
- William de Bohun, 1. hrabě z Northamptonu, anglický šlechtic a vojevůdce (* okolo 1312)
- ? – Isabela z Brienne, hraběnka z Lecce (* asi 1306)
- ? – Nikéforos Gregoras, byzantský historik (* 1295)
- ? – Sü Šou-chuej, jeden z vůdců povstání rudých turbanů a císař povstalecké říše Tchien-wan (* ?)

## Hlava státu
- České království – Karel IV.
- Moravské markrabství – Jan Jindřich
- Svatá říše římská – Karel IV.
- Papež – Inocenc VI.
- Švédské království – Magnus II. Eriksson
- Dánské království – Valdemar IV.
- Anglické království – Eduard III.
- Francouzské království – Jan II.
- Polské království – Kazimír III. Veliký
- Uherské království – Ludvík I. Uherský
- Lucemburské vévodství – Václav Lucemburský
- Byzantská říše – Jan V. Palaiologos